# Sebastiaan Bornauw
Sebastiaan Bornauw (Wemmel, 22 maart 1999) is een Belgische voetballer. Hij is een centrale verdediger en staat onder contract bij Leeds United sinds 2025.

## Clubcarrière

### Jeugd
Bornauw begon in 2007 te voetballen bij Wydad Casablanca toen zijn vader in Marokko werkte. Na twee jaar keerde het gezin terug naar België en vervolgens speelde Bornauw zeer kort voor KHO Wolvertem-Merchtem en FCV Dender EH, toen hij rond kerst 2009 werd opgemerkt door de jeugdopleiding van RSC Anderlecht. Bornauw begon destijds als aanvaller, maar zakte geleidelijk aan af naar de as van de defensie.

### RSC Anderlecht
Aan het begin van de zomer van 2018 probeerde KV Oostende hem in te lijven, maar Anderlecht-coach Hein Vanhaezebrouck stelde zijn veto tegen zijn vertrek. Op 28 juli 2018 maakte hij op de openingsspeeldag van het seizoen 2018/19 zijn debuut in eerste klasse tegen KV Kortrijk. Anderlecht won met 1-4 op het veld van Kortrijk. Bornauw speelde de volledige wedstrijd in een driemansdefensie. Op 30 augustus 2018 ondertekende Bornauw een contractverlenging tot 30 juni 2021 bij Anderlecht.
In zijn debuutseizoen in het eerste elftal kwam Bornauw meteen veel aan spelen toe, behalve toen hij in het voorjaar van 2019 enkele maanden out was door een knieoperatie. Vervolgens paste de verdediger, ondanks de wens van Anderlecht om de kaart van de jeugd te trekken, evenwel niet meer in de plannen van speler-manager Vincent Kompany, die voetballende verdedigers verkiest terwijl Bornauw meer een man van de duels is. In totaal speelde hij 29 officiële wedstrijden voor Anderlecht, waarin hij eenmaal scoorde en twee assists uitdeelde.

### 1. FC Köln
Op 6 augustus 2019 werd Bornauw verkocht aan 1. FC Köln voor €6.000.000,-. Hij ondertekende er een contract voor vijf seizoenen. Op vrijdag 22 augustus maakte Bornauw zijn debuut met 1. FC Köln tegen Borussia Dortmund. Bornauw speelde de hele wedstrijd en verloor uiteindelijk met 1-3. Hij maakte meteen een uitstekende indruk in de Bundesliga en groeide in geen tijd uit tot een sterkhouder bij de middenmoter. Het leverde hem al gauw een vergelijking op met zijn makelaar Daniel Van Buyten, die ook jarenlang in de Bundesliga speelde.
Bornauw was twee seizoenen lang een vaste waarde bij Köln en miste enkel wat wedstrijden door een rode schorsing en een rugblessure. In zijn debuutseizoen, toen hij met Birger Verstraete nog een Belgische ploegmaat had, scoorde hij zes doelpunten in de Bundesliga – enkel aanvaller Jhon Córdoba deed beter.
In het seizoen 2020/21 streed hij met Köln lang tegen de degradatie. Köln ging de slotspeeldag in met één punt minder dan de nummer zestien, Werder Bremen, waardoor het absoluut moest winnen op de slotspeeldag om zich nog te redden. Op 22 mei 2021 bezorgde Bornauw zijn club een delirium door tegen Schalke 04 in de 86e minuut het enige doelpunt van de wedstrijd te scoren. Werder Bremen verloor op de slotspeeldag met 2-4 van Borussia Mönchengladbach, waardoor Köln zich in extremis plaatste voor de barragewedstrijden tegen Holstein Kiel, de nummer drie uit de 2. Bundesliga. Daarin haalde Köln het met een totaalscore van 5-2, waardoor het zich verzekerde van het behoud in de Bundesliga. Dat was een financiële meevaller voor Köln, want Bornauw had in zijn contract een clausule staan waarin stond dat hij bij een degradatie weg kon voor zes miljoen euro.

### Vfl Wolfsburg
Op 16 juli 2021 werd Bornauw verkocht aan VfL Wolfsburg voor €13.500.000,-. Hij ondertekende er een contract voor vijf seizoenen. Op 8 augustus 2021 maakte hij zijn officiële debuut voor Wolfsburg in de DFB-Pokal: tegen SC Preußen Münster mocht hij in de 102e minuut invallen voor Maxence Lacroix. Trainer Mark van Bommel beging echter een fout door Bornauw en Admir Mehmedi samen in te brengen nadat hij al vier wissels had doorgevoerd, waardoor Wolfsburg ondanks een 1-3-zege uit het toernooi werd gezet.

### Leeds United
Op 1 juli 2025 werd Bornauw getransfereerd naar promovendus Leeds United in de Premier League van Engeland.

## Statistieken
| Seizoen | Club           | Land               | Competitie         | Competitie | Competitie | Beker | Beker | Internationaal | Internationaal | Totaal | Totaal |
| Seizoen | Club           | Land               | Competitie         | Wed.       | Dlp.       | Wed.  | Dlp.  | Wed.           | Dlp.           | Wed.   | Dlp.   |
| ------- | -------------- | ------------------ | ------------------ | ---------- | ---------- | ----- | ----- | -------------- | -------------- | ------ | ------ |
| 2018/19 | RSC Anderlecht | Vlag van België    | Jupiler Pro League | 23         | 1          | 1     | 0     | 4              | 0              | 28     | 1      |
| 2019/20 | RSC Anderlecht | Vlag van België    | Jupiler Pro League | 1          | 0          | 0     | 0     | —              | —              | 1      | 0      |
| 2019/20 | 1. FC Köln     | Vlag van Duitsland | Bundesliga         | 28         | 6          | 1     | 0     | —              | —              | 29     | 6      |
| 2020/21 | 1. FC Köln     | Vlag van Duitsland | Bundesliga         | 26         | 1          | 2     | 0     | —              | —              | 28     | 1      |
| 2021/22 | VfL Wolfsburg  | Vlag van Duitsland | Bundesliga         | 27         | 1          | 1     | 0     | 3              | 0              | 31     | 1      |
| 2022/23 | VfL Wolfsburg  | Vlag van Duitsland | Bundesliga         | 21         | 0          | 2     | 0     | —              | —              | 23     | 0      |
| Totaal  | Totaal         | Totaal             | Totaal             | 126        | 9          | 7     | 0     | 7              | 0              | 140    | 9      |

## Interlandcarrière

### Jeugdelftallen
Bornauw nam in 2016 met België –17 deel aan het EK onder 17 in Azerbeidzjan. Tijdens de eerste groepswedstrijd tegen Schotland (2-0-winst) zat hij nog op de bank, maar in de groepswedstrijden tegen Azerbeidzjan (1-1) en Portugal (0-0) kreeg hij een basisplaats van bondscoach Thierry Siquet. Ook in de kwartfinale tegen Duitsland, die België met 1-0 verloor, begon hij in de basis. Drie jaar later nam hij met de Belgische beloften ook deel aan het EK onder 21 in Italië en San Marino. In de eerste groepswedstrijd tegen Polen (3-2-verlies) zat hij op de bank, maar in de groepswedstrijden tegen Spanje (2-1-verlies) en Italië (1-3-verlies) kreeg hij een basisplaats van bondscoach Johan Walem. Tegen Spanje scoorde hij de 1-1, maar zijn gelijkmaker werd in de tweede helft uitgewist door Pablo Fornals.

### Rode Duivels
Op 30 september 2020 werd Bornauw door bondscoach Roberto Martínez voor het eerst geselecteerd voor de Rode Duivels: voor de vriendschappelijke wedstrijd tegen Ivoorkust was hij naast Joris Kayembe, Dodi Lukebakio, Alexis Saelemaekers en Zinho Vanheusden een van de vijf nieuwe gezichten. Het was in deze wedstrijd dat hij debuteerde: Bornauw verving na 78 minuten een andere debutant, Zinho Vanheusden, centraal in de verdediging. Bornauw beging een penaltyfout, waardoor het 1-1 werd. Op 11 november 2020 stond Bornauw in een experimenteel elftal tegen Zwitserland voor het eerst in de basis. De wedstrijd eindigde op een 2-1-overwinning na weer een ongelukkige blunder van Bornauw 
| Interlands van Sebastiaan Bornauw voor België | Interlands van Sebastiaan Bornauw voor België | Interlands van Sebastiaan Bornauw voor België | Interlands van Sebastiaan Bornauw voor België | Interlands van Sebastiaan Bornauw voor België | Interlands van Sebastiaan Bornauw voor België |
| No.                                           | Datum                                         | Wedstrijd                                     | Uitslag                                       | Soort Wedstrijd                               | Doelpunten                                    |
| Als speler bij 1. FC Köln                     | Als speler bij 1. FC Köln                     | Als speler bij 1. FC Köln                     | Als speler bij 1. FC Köln                     | Als speler bij 1. FC Köln                     | Als speler bij 1. FC Köln                     |
| --------------------------------------------- | --------------------------------------------- | --------------------------------------------- | --------------------------------------------- | --------------------------------------------- | --------------------------------------------- |
| 1.                                            | 8 oktober 2020                                | België – Ivoorkust                            | 1 – 1                                         | Vriendschappelijk                             | –                                             |
| 2.                                            | 11 november 2020                              | België – Zwitserland                          | 2 – 1                                         | Vriendschappelijk                             | –                                             |
| Als speler bij Vfl Wolfsburg                  |                                               |                                               |                                               |                                               |                                               |
| 3.                                            | 29 maart 2022                                 | België – Burkina Faso                         | 3 – 0                                         | Vriendschappelijk                             | –                                             |
| 4.                                            | 24 maart 2023                                 | Zweden – België                               | 0 – 3                                         | Kwalificatie EK 2024                          | -                                             |
| Totaal                                        | Totaal                                        | Totaal                                        | Totaal                                        | Totaal                                        | 0                                             |

Bijgewerkt t/m 24 maart 2023

## Privéleven
Zijn vader Kenneth Bornauw is sinds maart 2022 operationeel en commercieel directeur bij zijn ex-club RSC Anderlecht. Voorheen werkte hij bij Microsoft en Unilever.